# Segell (autenticació)

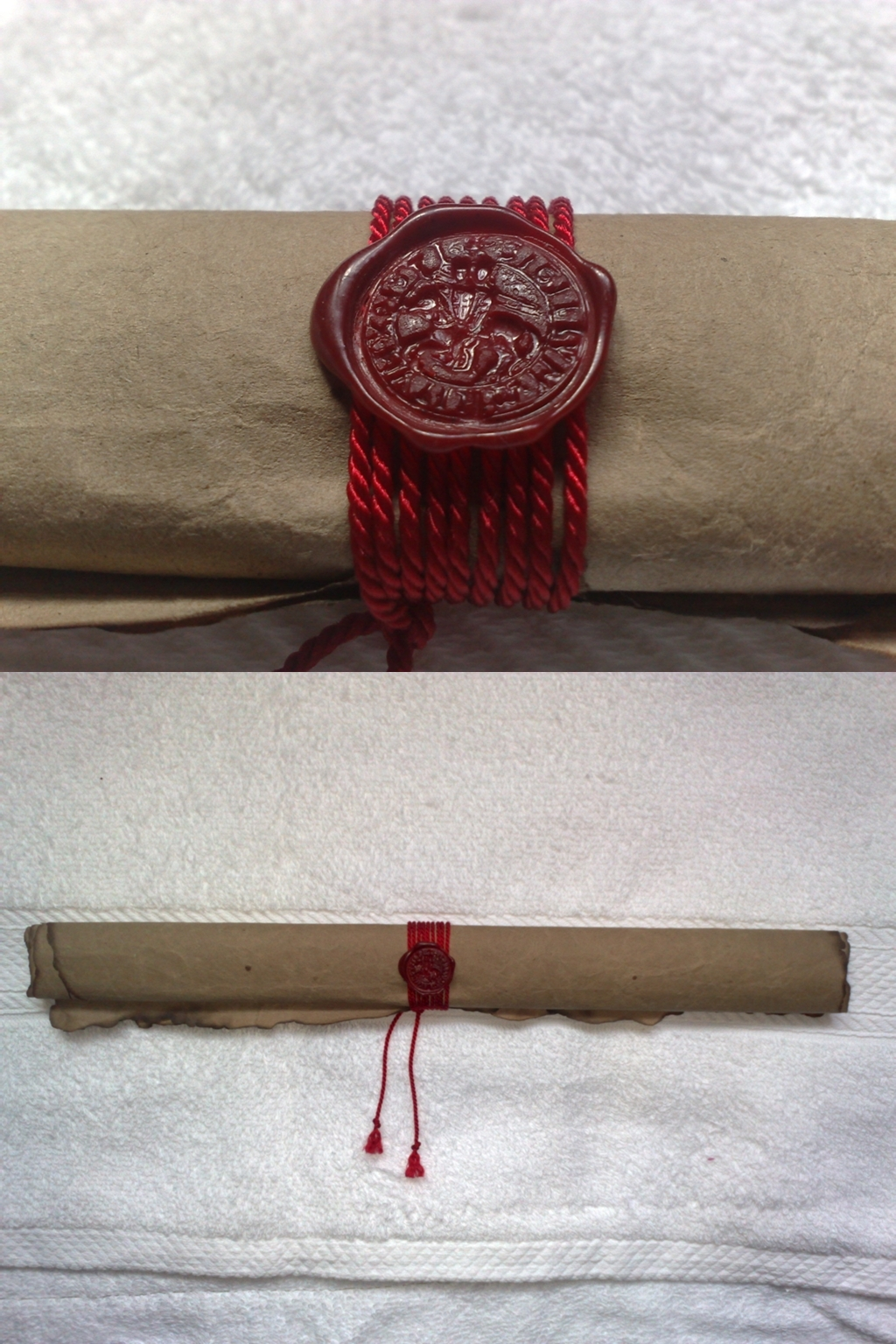
Recreació del segellat d'un document amb cera vermella o lacre i cintes

Un segell és una marca sobre un document o objecte que permet verificar qui n'és l'autor. Sovint també permet garantir que el contingut del document no ha estat alterat o llegit per cap altra persona que el destinatari al que s'adreça. La sigil·lografia és la disciplina que s'ocupa de l'estudi dels segells. L'ús de segells virtuals s'han adaptat la idea dels segells tradicionals en la signatura digital que s'aplica a les noves tecnologies de la informació. En tot cas l'aparició de segells requereix un grau de complexitat social elevat i d'especialització en professions o classes socials i cobreix la necessitat de comunicar a distància instruccions precises i veraces.

## Materials
Els segells poden ser impressions de tinta sobre el document fetes amb un segell. Altres segells són produïts per la marca d'un segell sobre un material tou que pot ser el mateix suport del document (tauletes de cera o argila cuita o tova) o bé l'afegit d'un lacre sobre el document o sobre la tanca que protegeix el document.
Òbviament la falsificació és possible, si s'aconsegueix una còpia o rèplica de l'original. És per això que la guarda i custòdia dels segells era encarregada com una funció important dins de l'administració pública i els funcionaris encarregats d'aquesta tasca eren un càrrec important dins de la jerarquia. Una altra manera de complicar la falsificació és usar tintes especials o materials amb colors determinats difícils d'aconseguir o reproduir.

## Història

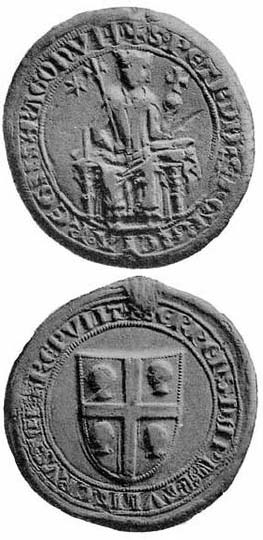
Butlla de plom de Pere III d'Aragó.

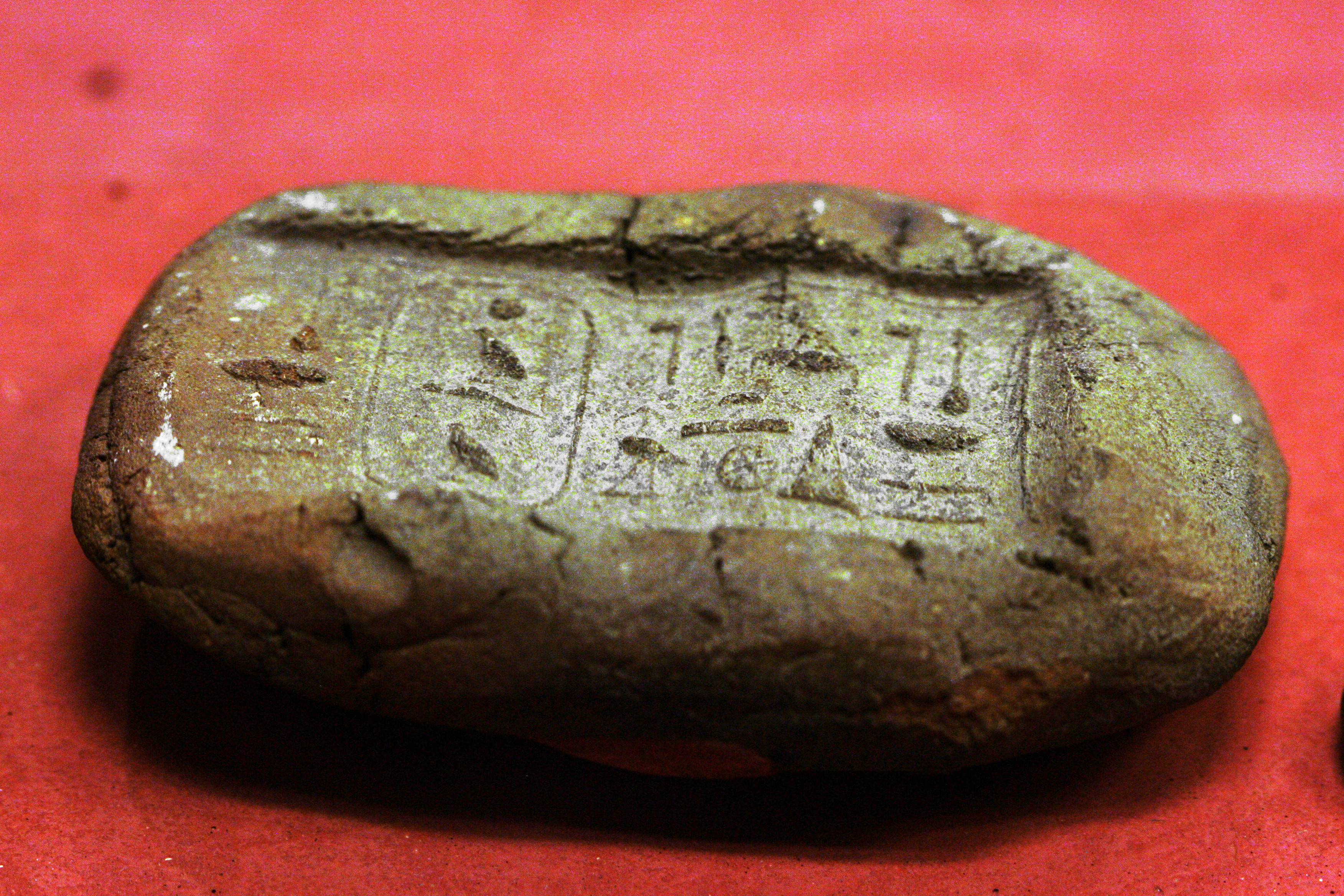
Segell d'argila trobat a la piràmide de Keops.

Sembla ben documentada l'ús de segells sobre papirs en l'antic Egipte faraònic, i entre grecs i romans. A l'alta edat mitjana el segell era una marca de cera que s'afegia en un forat fet al document, normalment un pergamí, la cera quedava unida als dos costats del document i sobre un dels costats s'hi afegia la marca feta amb el segell. Degut a la fragilitat d'aquest dispositiu els segells eren sovint protegits amb estoigs de llauna. La cera fou acolorida per tal d'evitar la falsificació, durant els segles xi i xii a França, possiblement primer fos usat el pigments blancs (segell del rei Robert II de França en document del 1030), verds (segell de Lluís VI de França dit el Gras en el document de fundació de l'abadia de Sant Víctor el 1113) i vermells. La cera fou substituïda per plaques de metall, originalment de plom, però també plata i or en comunicacions entre altes dignitats com ara emperadors o papes, que s'unien al document mitjançant un fil de pergamí, cordills o cintes acolorits. És l'origen de les butlles emeses per la Cúria Pontifícia. Gradualment aquesta mena de segells foren adoptats per les cases reials europees durant la baixa edat mitjana.

### Anell sigil·lar
L'anell sigil·lar, anell signatori o segell anular, és un tipus d'anell amb un relleu o incisió en el metall o en una pedra dura encastada, amb el distintiu d'una persona, que serveix com a matriu per a imprimir el segell i autenticar cartes i documents. Han estat utilitzats des d'època molt antiga entre els egipcis, hebreus, grecs, romans i pobles germànics, i és usat encara en algunes ocasions solemnes. A la catedral de Girona hom conserva el de la comtessa Ermessenda de Carcassona (998-1058) amb inscripció en llatí i àrab. D'altres comtes i bisbes catalans també els usaren.